# Sporophila schistacea
Sporophila schistacea е вид птица от семейство Тангарови (Thraupidae).

## Разпространение
Видът е разпространен в Белиз, Боливия, Бразилия, Венецуела, Гвиана, Еквадор, Колумбия, Коста Рика, Панама, Перу, Суринам, Тринидад и Тобаго, Френска Гвиана и Хондурас.